# Jabari Smith Jr.
Jabari Montsho Smith Jr. (Fayetteville, 2003. május 13. –) amerikai kosárlabdázó, jelenleg a Houston Rockets játékosa. Egyetemen az Auburn Tigers csapatában játszott, ahol teljesítményeiért beválasztották az All-American Második csapatba.

## Középiskolai pályafutása
Smith tizedikesként kezdett a Sandy Creek Középiskola első csapatában játszani, Tyrone-ban (Georgia). Tizenegyedikesként 24,5 pontot, 10,8 lepattanót és 2,8 blokkot átlagolt. Végzős évében pedig 24 pontja, 10 lepattanója, 3 labdaszerzése és 3 blokkja volt mérkőzésenként. Teljesítményeinek köszönhetően a Sandy Creek második lett az állam 3A bajnokságában. Megkapta a Georgia Mr. Kosárlabda, a Georgia Gatorade Év játékosa és az The Atlanta Journal-Constitution All-Classification Év játékosa díjakat. Ezek mellett beválasztották a McDonald’s All-American, a Jordan Brand Classic és a Nike Hoop Summit csapatokba. Játszott az Amateur Athletic Unionban szereplő Atlanta Celtics együttesében.

### Utánpótlás értékelések
A 2021-es osztály egyik legjobbjának tekintették Smith-t. 2020. október 9-én bejelentette, hogy az Auburn Tigers csapata mellett döntött Tennessee, Georgia, LSU, Georgia Tech és Észak-Karolina helyett. A modern érában ő lett a legmagasabb rangú játékos, aki az Auburn mellett döntött.
| Név                                                            | Szülőváros                                                                      | Középiskola      | Magasság        | Súly           | Döntés dátuma    |
| -------------------------------------------------------------- | ------------------------------------------------------------------------------- | ---------------- | --------------- | -------------- | ---------------- |
| Jabari Smith Jr. PF                                            | Fayetteville, GA                                                                | Sandy Creek (GA) | 6' 10" (208 cm) | 210 lb (95 kg) | 2020. október 9. |
| Jabari Smith Jr. PF                                            | Recruiting star ratings: Scout: N/A Rivals: 247Sports: ESPN: ESPN-értékelés: 97 |                  |                 |                |                  |
| Overall recruiting rankings: Rivals: 6. 247Sports: 6. ESPN: 6. |                                                                                 |                  |                 |                |                  |

## Egyetemi pályafutása
Smith a Morehead State elleni 77–54 aeányú győzelem során mutatkozott be az egyetemi kosárlabda világában. 2022. február 16-án szezoncsúcs 31 pontja volt a Vanderbilt ellen. Elsőévesként 16,9 pontot, 7,4 lepattanót és 2 gólpasszt átlagolt. A szezon végén több díjat is megnyert: megválasztották a SEC Év elsőévesének, beválasztották az All-SEC Első csapatba és az All-American Második csapatba. 2022. április 5-én Smith bejelentette, hogy részt fog venni a 2022-es NBA-drafton. A szekértők tippjei szerint az első három választás egyike lesz.

## Válogatott pályafutása
Smith játszott az amerikai U16-os válogatottban a 2019-es Americas-bajnokságban, amelyet Brazíliában rendeztek. 13,8 pontot és 6,2 lepattanót átlagolt a tornán, csapata aranyérmes lett.

## Statisztika

### Egyetem
| Év        | Csapat        | JM | KM | JP/M | MG%  | 3P%  | BD%  | LP/M | GP/M | L/M | B/M | P/M  |
| --------- | ------------- | -- | -- | ---- | ---- | ---- | ---- | ---- | ---- | --- | --- | ---- |
| 2021–2022 | Auburn Tigers | 34 | 34 | 28,8 | .429 | .420 | .799 | 7,4  | 2,0  | 1,1 | 1,0 | 16,9 |

### NBA
| Év        | Csapat          | JM   | KM  | JP/M | MG%  | 3P%  | BD%  | LP/M | GP/M | L/M | B/M | P/M  |
| --------- | --------------- | ---- | --- | ---- | ---- | ---- | ---- | ---- | ---- | --- | --- | ---- |
| 2022–2023 | Houston Rockets | 79   | 79  | 31,0 | .408 | .307 | .786 | 7,2  | 1,3  | 0,5 | 0,9 | 12,8 |
| 2023–2024 | Houston Rockets | 76   | 76  | 31,9 | .454 | .363 | .811 | 8,1  | 1,6  | 0,7 | 0,8 | 13,7 |
| 2024–2025 | Houston Rockets | 57   | 39  | 20,1 | .438 | .354 | .825 | 7,0  | 1,1  | 0,4 | 0,7 | 12,2 |
| Karrier   | Karrier         | 2012 | 194 | 31,1 | .432 | .340 | .805 | 7,5  | 1,3  | 0,6 | 0,8 | 13,0 |

## Magánélet
Apja, Jabari, négy szezont játszott a National Basketball Associationben (NBA) és külföldön is kosárlabdázott. Smith távoli rokona, Kwame Brown az első választás volt a 2001-es NBA-drafton és 13 évig játszott a ligában.